# Gasogen de Cal Pasqual
El Gasogen de Cal Pasqual va ser una instal·lació de generació d'energia que es posà en funcionament després de la Guerra Civil Espanyola a la fàbrica tèxtil de cal Pasqual, al carrer Sant Carles d'Igualada. Funcionà fins a l'any 1955 i s'ha conservat, depenent del Museu Comarcal de l'Anoia que permet fer-hi visites de grup. És l'únic gasogen d'aquestes característiques conservat a Catalunya i probablement a Europa.
Els primers models de gasogen eren coneguts com a motors de gas pobre i s'usaren en un període curt de finals del segle xix a principis del segle xx. Van ser posteriors als cicles del vapor i anteriors a l'entrada massiva de l'electricitat, que els desbancaren ràpidament. Aquest tipus de gas també fou emprat a Alemanya com a combustible per a la locomoció d'automòbils, durant la Segona Guerra Mundial.
Aquesta font d'energia va tenir un ús molt estès a Espanya després de la guerra civil degut a les dificultats d'abastiment de petroli en el mercat mundial. En aquesta època d'escassetat i restriccions es posà en funcionament el gasogen de Cal Pasqual, instal·lat per la companyia Valentí Prat de Barcelona. Aquest gasogen obtenia gas pobre que s'emprava com a combustible per fer funcionar els telers i donar llum a la fàbrica de cal Pasqual, on es produïa tela de matalàs i tela per a camiseria. El gasogen també cedia corrent elèctric per il·luminar l'interior de la veïna l'escola dels Germans Maristes durant les hores en què es produïen talls d'electricitat a conseqüència de les restriccions.
El gas pobre s'obtenia al transformar un combustible sòlid en gas, concretament monòxid de carboni (CO), resultant de l'oxidació incompleta. El gas resultant proporcionava energia als motors de combustió interna. El monòxid de carboni era un gas tòxic, mortal per als treballadors, però permetia usar molts tipus de matèries combustibles en la seva obtenció. A Can Pasqual es cremava fusta procedent de la Seu d'Urgell a la caldera o cambra de combustió. Els gasos emesos per la combustió passaven per uns tubs als filtres, plens de carbó de coc, on es purificaven les partícules sòlides en suspensió amb objectiu de no malmetre el motor. El motor, connectat a un alternador, tenia una potència de 240 cavalls i donava llum a la fàbrica i energia elèctrica als motors dels telers. Tenia 4 cilindres refrigerats per aigua. S'accionava manualment usant un mecanisme que barrejava el gas filtrat amb aire. Uns magnetos produïen la guspira per encendre la combustió. Un tub d'escapament conduïa els fums a la xemeneia. El motor estava connectat a una turbina mitjançant una corretja de cuir.
Magí Morera i Just va ser el contramestre que va tenir cura del gasogen des de l'any 1948 fins al 1955, quan acabaren les restriccions d'energia elèctrica.

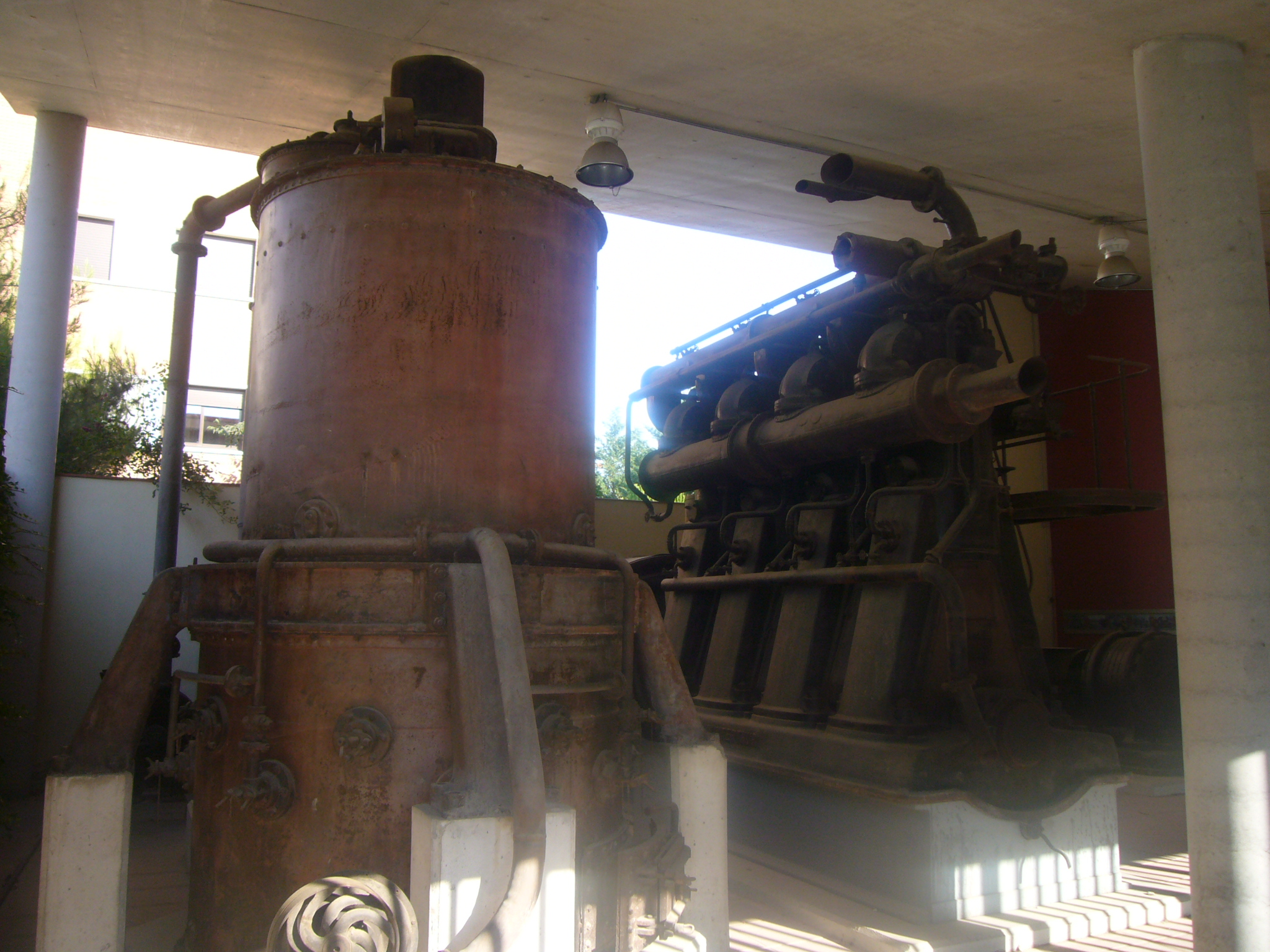
Maquinària del gasogen de Cal Pasqual
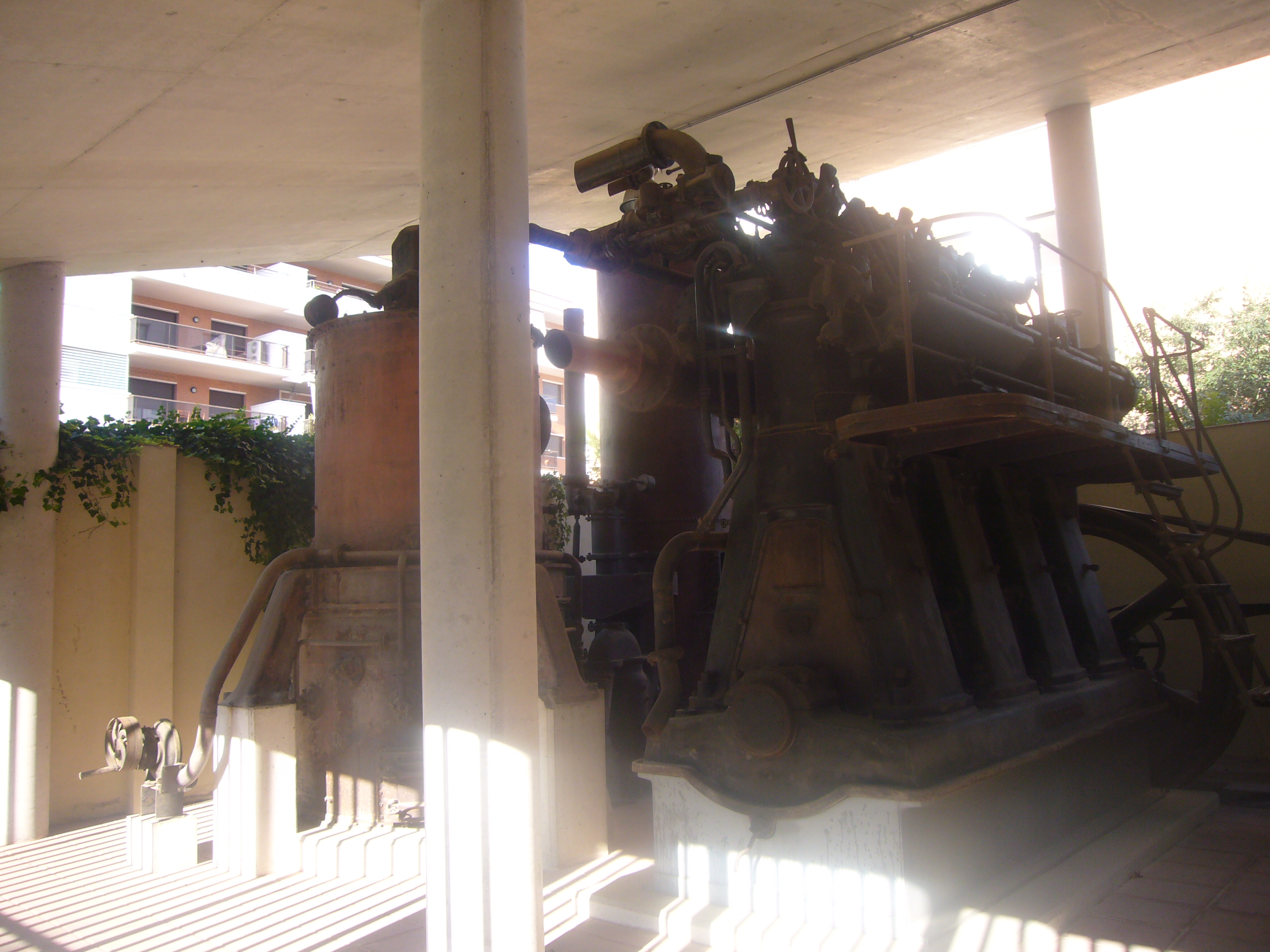
Maquinària del gasogen de Cal Pasqual